# Pepero Day
Il Pepero Day è la festa dell'amore e dell'amicizia e si svolge ogni anno l'11 novembre in Corea del Sud. Questo evento, simile al giorno di San Valentino, prevede il regalo o lo scambio di snack Pepero, una linea di bastoncini di biscotti ricoperti di cioccolato, con l'intenzione di mostrare affetto per amici e persone care. Si tiene in questo giorno per la somiglianza dei Pepero con la data abbreviata 11/11. 

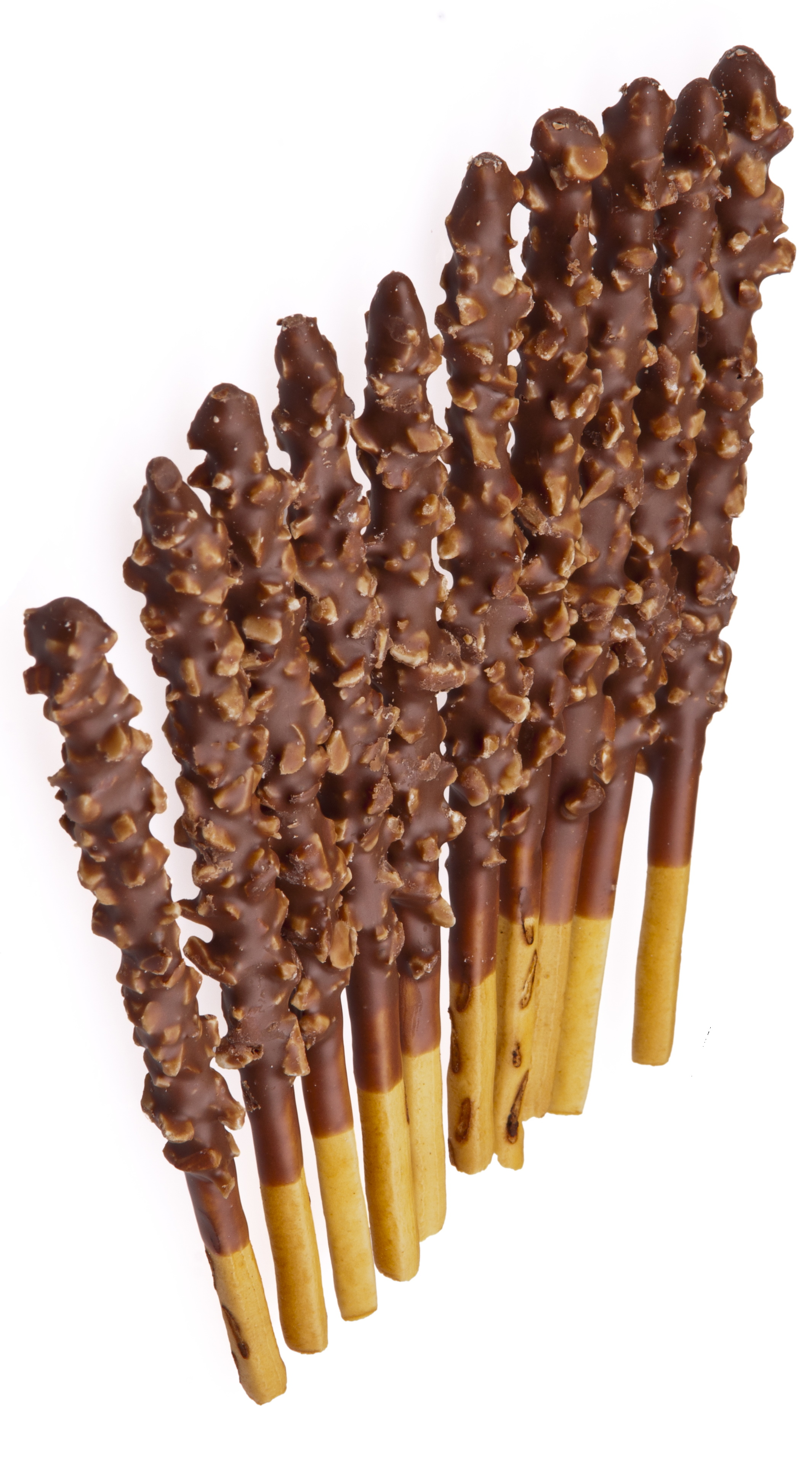
Pepero al cioccolato con mandorle

## Storia
L'origine precisa del Pepero Day non è chiara, ma si ritiene che abbia avuto inizio negli anni '80. La storia più diffusa è che, nel 1983, due ragazze delle scuole medie si scambiarono i Pepero con la speranza di diventare magre e alte. Col passare del tempo, la festa è diventata sempre più popolare, estendendosi a diverse fasce di età.
Oggi, il Pepero Day è diventato una festa commerciale in cui le persone scambiano confezioni di Pepero come regali, e molte aziende capitalizzano sull'occasione promuovendo varie offerte e confezioni speciali. 